# Relations entre le Bénin et la France
Les relations entre le Bénin et la France désignent les relations diplomatiques bilatérales s'exerçant entre, d'une part, la république du Bénin, État africain, et de l'autre, la République française, État principalement européen.
Le 19 mai 2006, Nicolas Sarkozy a déclaré que « le Bénin a été et reste plus que jamais un exemple pour l'Afrique tout entière ».

## Histoire

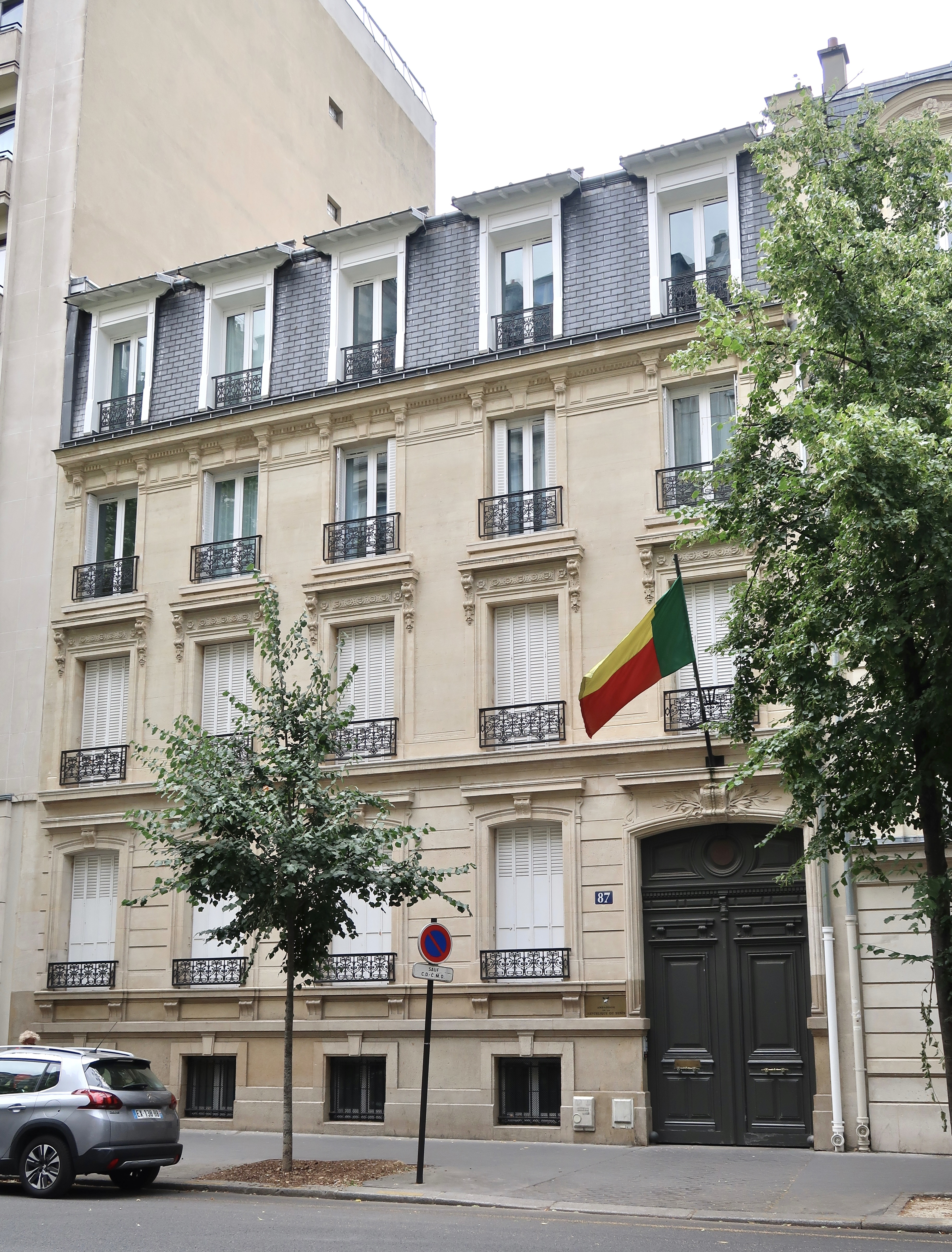
Ambassade du Bénin à Paris.

## Période contemporaine

### Dimension économique
La France est le troisième bailleur bilatéral du Bénin après l'Allemagne et les Pays-Bas.
La France est le premier fournisseur du Bénin, devant la Chine. La France est le premier investisseur étranger au Bénin, avec 10 % du total d'IDE. 
Le Bénin est membre de la zone franc CFA, zone monétaire bénéficiant d'une garantie du Trésor français.

### Dimension culturelle
Le Bénin et la France sont membres de plein droit de l'OIF. Le Bénin accueille un Institut français.

### Sur le plan militaire
La France forme des cadres de l'armée béninoise et soutient les forces de police du Bénin.